# Gbawe
Gbawe är en ort i Ghana.   Den ligger i regionen Storaccra, i den södra delen av landet, 13 km väster om huvudstaden Accra. Gbawe ligger 31 meter över havet och antalet invånare är 44 645.
Terrängen runt Gbawe är platt. Runt Gbawe är det mycket tätbefolkat, med 6 959 invånare per kvadratkilometer. Närmaste större samhälle är Accra, 12,8 km öster om Gbawe. Runt Gbawe är det i huvudsak tätbebyggt.